# ساداسي سيندا
ساداسي سيندا (باليابانية: 千田貞季)، من مواليد 16 ديسمبر 1892، وقُتل بتاريخ 8 مارس 1945، كان برتبة فريق في الجيش الإمبراطوري الياباني خلال الحرب العالمية الثانية. قُتل خلال معركة إيو جيما.